# Allacta fascia
Allacta fascia är en kackerlacksart som beskrevs av Roth, L. M. 1993. Allacta fascia ingår i släktet Allacta och familjen småkackerlackor. Inga underarter finns listade i Catalogue of Life.